# Clones de NES
Os clones de NES ou Famiclones são clones do popular console de videogame NES (Nintendo Entertainment System, ou Famicom). Há uma grande quantidade de cópias de hardware do NES ou aparelhos compatíveis com o mesmo. Normalmente a aparente vantagem desses aparelhos é ser mais barato que o NES original.

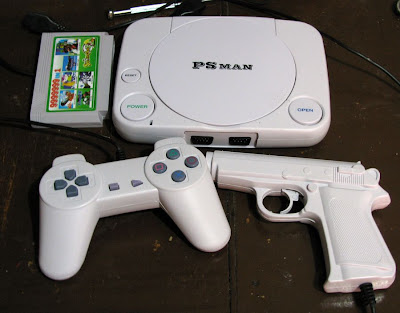
O "Famiclone" Polystation, com design semelhante ao do PSOne)

Tais clones são coloquialmente chamados de Famiclones (Palavra-valise de "Famicom" e "clone"), são hardwares destinados a replicar o funcionamento e permitir jogos criado para o NES. Centenas de clones não autorizados foram disponibilizados desde o auge da popularidade do NES, no final da década de 1980. A tecnologia empregada em clones evoluiu ao longo dos anos: enquanto os primeiros clones apresentavam uma placa de circuito impresso contendo circuitos integrados personalizados ou de terceiros, clones recentes (depois de 1996) utilizam modelos de chip único, um ASIC customizado que simula o funcionamento do hardware original, e muitas vezes inclui um ou mais jogos na memória. A maioria dos dispositivos são originários de países asiáticos, especialmente República Popular da China e Taiwan, e em menor escala, da Coreia do Sul.
Em algumas localidades, principalmente da América do Sul e da antiga União Soviética, onde o NES não foi lançado oficialmente pela Nintendo, clones eram os únicos consoles disponíveis. Esse foi o caso do Junior Dendy, um clone do NES particularmente bem sucedido que alcançou grande popularidade na Rússia e antigas repúblicas soviéticas na década de 1990. Em outros lugares, tais sistemas poderiam, eventualmente, até ser encontrado lado a lado com o hardwares oficiais da Nintendo. Muitos desses primeiros sistemas foram semelhantes aos do NES ou Famicom não só em termos de funcionalidade, mas também na aparência, muitas vezes com pouco mais do que um novo nome e logótipo no lugar da marca Nintendo. Em contraste, na ex-Iugoslávia, os clones do NES geralmente se assemelhavam visualmente ao Mega Drive, junto com o logotipo da Sega.
Talvez não querendo atrair a atenção da Nintendo, alguns destes sistemas são abertamente comercializadas como "compatível com NES." Muitas vezes, eles são vendidos em caixas muito atraente e enganosa, com screenshots dos mais recentes (e mais poderosos) sistemas. Alguns fabricantes optam por uma abordagem diferente, na qual descrevem o sistema genericamente como um "video game de 8 Bits", "multi-sistema de jogo", ou "Ligar e Usar", mas mesmo esses exemplos geralmente não sugerem qualquer compatibilidade com hardware de NES. Eles costumavam ser distribuídos em cartuchos multijogos piratas.

## Tipos de Famiclones
Como clones de NES não são oficialmente licenciados, eles variam muito em áreas como a qualidade de hardware, jogos disponíveis e desempenho. A maioria dos clones são produzidos por um custo menor, enquanto outros são comparáveis a primeira parte de hardware em sua qualidade de fabricação. Em termos de aparência e construção de base, existem quatro tipos gerais de clones:

### Tipo Console
Muitos clones foram projetados para se parecer com o Famicom original, mas outros foram produzidos para se parecer com outros consoles desde o NES, SNES e Mega Drive, como o Xbox e PlayStation, outros simplesmente eram consoles de design genérico. Clones no formato de console quase sempre utilizam cartuchos e eles geralmente são compatíveis com jogos do Famicom (60 pinos) ou NES (72 pinos), assim como cartuchos piratas (principalmente multi-carts). Consoles Famiclones são mais populares na Ásia e em partes da Europa, tendo poucos modelos a venda na América do Norte, devido a uma fiscalização mais severa dos criadores de jogos e das patentes de design de outros consoles.

### Tipo multi-console

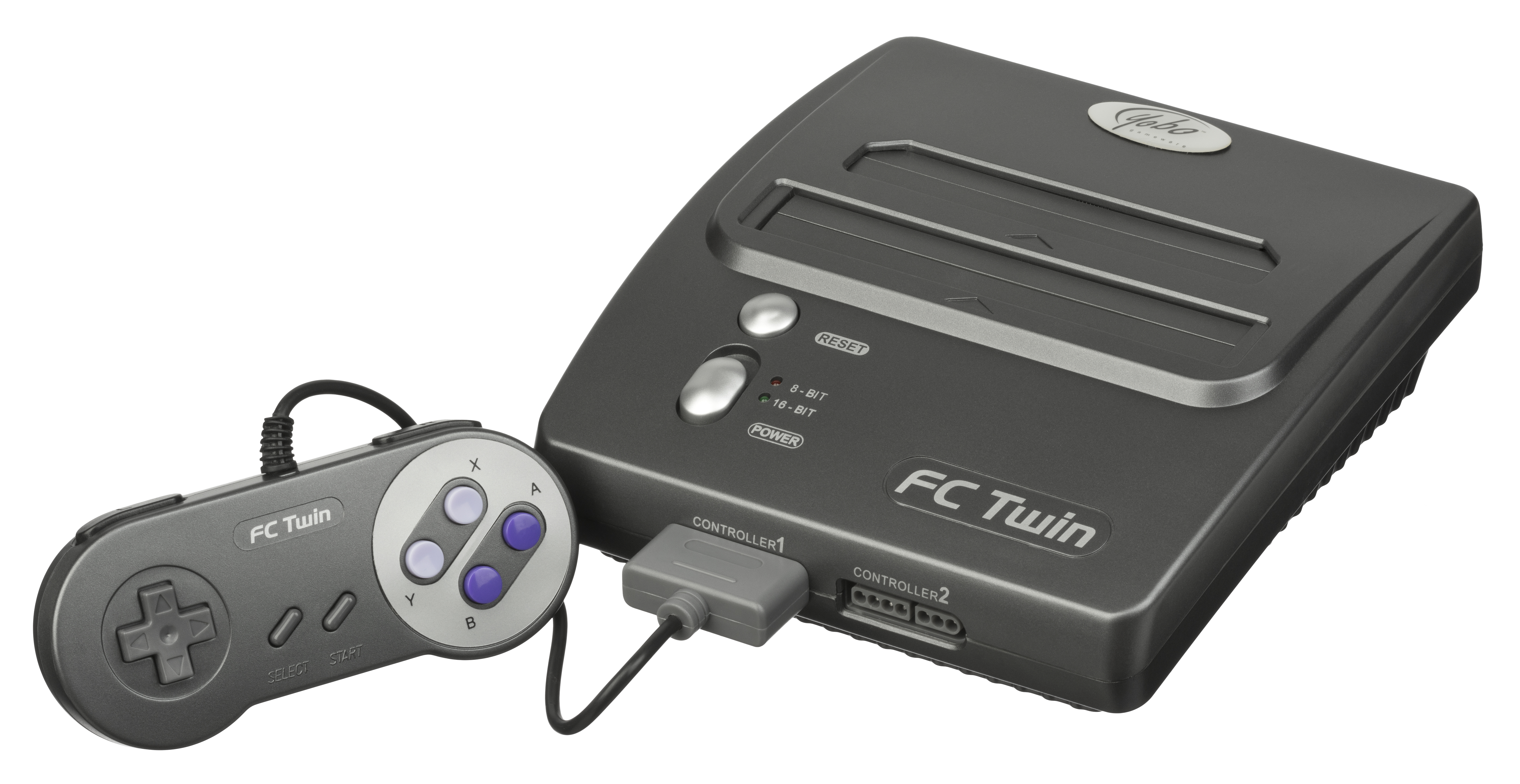
Um exemplo de clone multi-console: O FC Twin, concebido para se assemelhar a um SNES-101. Este clone aceita cartuchos de NES e SNES.

Consoles como o Retron 5, incluem vários consoles em um clone.

### Tipo Portátil
Esses tipos de sistemas contêm uma tela LCD embutida e geralmente são alimentados por baterias, agindo, portanto, como um sistema portátil.

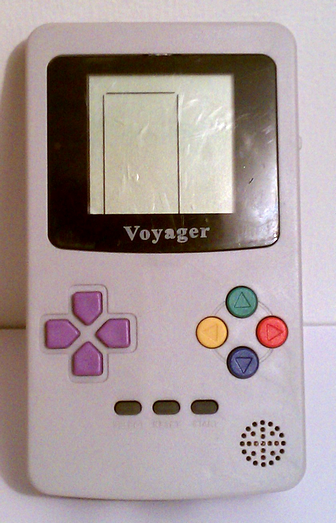
Power Joy, clone portátil

Um dos primeiros clones portáteis é o Top Guy, embora apenas um pequeno número seja conhecido. Mais amplamente distribuído foi o Game Axe da Redant, que foi fabricado em várias revisões durante a década de 1990. O Game Theory Admiral apresentava uma tela TFT aprimorada e se parecia muito com o Game Boy Advance ou Wintech GOOD BOY - não confundir com um clone do Famicom também chamado Good Boy - design semelhante ao Game Boy Color. No entanto, esse design menor incluía uma porta de cartucho menor; foi fornecido com um adaptador para permitir o uso de cartuchos Famicom padrão com o sistema. Um dos clones portáteis mais recentes é o PocketFami da Gametech, o primeiro a ser ativamente comercializado como um Famicom portátil por seus fabricantes e um dos mais amplamente distribuídos graças ao novo status legítimo dos produtos clones do Famicom.
Existem também vários famiclones em forma de Game Boy ou similar, mas que só podem exibir jogos NES/Famicom em uma TV e possuem um jogo LCD simples na área da tela. tal exemplo é o NES Clone "GameKids Advance", que se assemelha a um Game Boy Advance mais antigo e possui um jogo LCD embutido, alimentado por 2 pilhas AA ou o adaptador CA incluído. No entanto, os jogos NES só podem ser jogados na TV usando o adaptador AC. Ele usa um cartucho de jogo, semelhante aos de um Game Boy/Game Boy Color, e também inclui um adaptador para jogar jogos de NES.

#### PocketFami
O Pocket Fami, também conhecido como Pocket Famicom (embora esse nome nunca tenha sido usado pelos fabricantes, pois Famicom é uma marca registrada da Nintendo) e Pokefami (ポケファミ) é um clone de hardware portátil não licenciado do Famicom produzido pela GameTech e lançado em 2004.
O PocketFami possui um D-pad padrão e seis botões: os quatro botões padrão do NES (A, B, selecionar e iniciar), além de dois botões "turbo" adicionais. Possui uma tela LCD retroiluminada de 2,5 polegadas capaz de exibir vídeo NTSC e PAL. Ele tem um conector de fone de ouvido, um conector de saída composto RCA e pode ser alimentado por 3 pilhas AA ou adaptador CA. Devido ao design diferente dos pinos do cartucho do Famicom japonês (60 pinos) e do NES internacional (72 pinos), os cartuchos internacionais (norte-americanos, australianos, europeus) não podem ser reproduzidos sem um conversor adicional.
A Nintendo processou a GameTech pela produção do PocketFami, alegando que o dispositivo violou suas patentes no hardware do Famicom. Os tribunais decidiram a favor da GameTech e permitiram que o dispositivo fosse vendido no Japão, já que o Famicom original foi vendido pela primeira vez em 1983 e a maioria das patentes essenciais da Nintendo no sistema haviam expirado.

### Tipo Controle

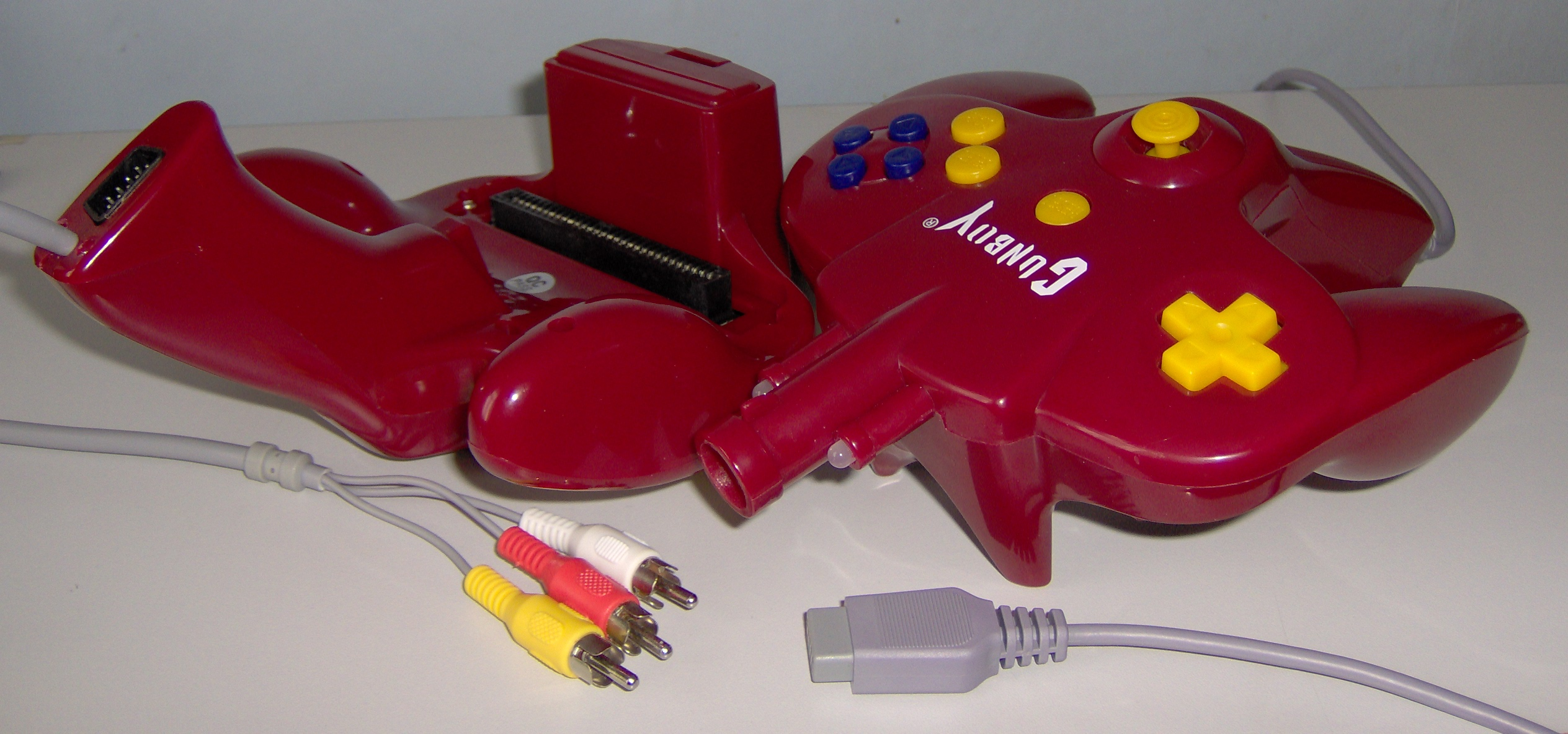
2 Famiclone Tipo Controle Gunboy

Este tipo de clone, popular na América do Norte e Europa ocidental, é projetado para armazenar todo o hardware do console na forma de um controle de vídeo game, geralmente do Nintendo 64, também conhecido como "NES-on-a-chip", devido ao seu hardware extremamente miniaturizado (em relação ao original do NES). Esses controles geralmente evitam, ou pelo menos tentam minimizar, uma entrada de cartucho, armazenando os jogos diretamente na memória interna. Estes Famiclones podem funcionar com bateria ou com alimentação AC, o que os tornou populares para uso portátil. Estes clones se tornaram especialmente populares nos EUA graças à moda de vender legitimamente emuladores de jogos de arcade clássicos em uma aparência de um controle tradicional. Clones em forma de controles podem geralmente ser encontrado em lugares como mercados, quiosques de shopping ou lojas de brinquedos independentes. A maioria das pessoas que os vendem ou compram não sabem ou não se importam se eles são ilegais ou não.
No Brasil esse tipo de console é comercializado com o nome GunBoy.
Os consoles Power Player Super Joy III (também conhecidos como Power Games e XA-76-1E) são uma linha de clones portáteis não autorizados do Nintendo Entertainment System/Famicom fabricados pela NRTRADE que são vendidos na América do Norte, Brasil, Europa, Ásia e Austrália . O sistema se assemelha a um controle do Nintendo 64 e se conecta a um aparelho de TV. O segundo controle se assemelha a um controle Sega Genesis e uma pistola de luz também está incluída. As versões NTSC, PAL e SECAM estão disponíveis. Todos eles usam um "NES-on-a-chip" personalizado (NOAC) que é uma implementação do hardware do NES (Custom 6502, PPU, PAPU, etc.). Os consoles vinham com 76 jogos embutidos, embora o marketing frequentemente afirme ter mais de 1.000 maneiras de jogá-los. A maioria dos jogos incluídos foi lançada originalmente para o NES ou Famicom, mas alguns foram criados pelo fabricante para expandir sua lista de jogos incluídos. A maioria dos jogos teve seus gráficos de tela de título removidos para economizar espaço no chip ROM, sem mencionar um truque de remoção do logotipo da empresa para reduzir a responsabilidade. Depois que esse produto ganhou alguma popularidade, o Power Player 3.5, um modelo aprimorado com mais jogos, foi lançado.[carece de fontes] Uma versão sem fio do Power Games também foi lançada.
Playervision ou Game Stick é outro clone de hardware do Nintendo Entertainment System não autorizado embutido em um gamepad e vendido na América do Sul, e é apenas uma versão do Power Player Super Joy III, no entanto, o nome do produto varia em e na caixa, manual do usuário e o próprio console de videogame gamepad. Por exemplo, a folha de instruções chama de "Playervision", mas o próprio sistema diz "Jogadores". Este console de videogame não possui slot para cartucho ou entrada para um segundo controle de jogador ou Zapper. Isso significa que alguns dos jogos incluídos não podem ser usados devido à necessidade de uma arma (Duck Hunt, por exemplo). O sistema inclui os mesmos 76 jogos do Power Player Super Joy III, mas alguns deles são repetidos ou são hacks gráficos (Teletubbies, por exemplo, é apenas Mario Bros. com alterações gráficas).

### Tipo Computador

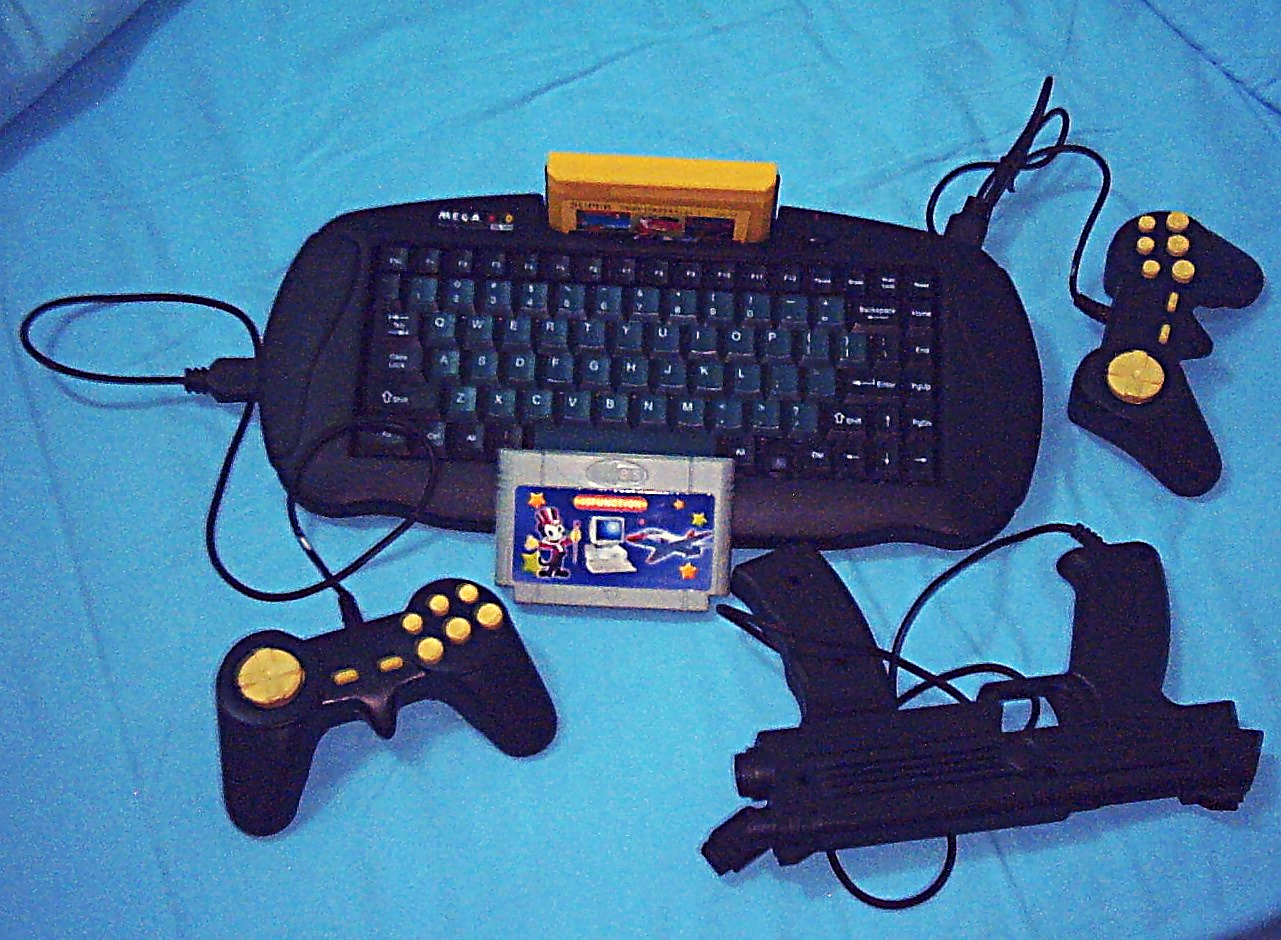
Mega Kid MK-1000 Famiclone Tipo Computador

Estes Famiclones são projetados para se assemelhar a computadores domésticos dos anos 1980, teclados modernos ou kit Family BASIC. Normalmente, esses clones consistem no mesmo hardware como o tipo de console, mas colocada dentro de um teclado em vez de um console tradicional. Eles normalmente são fornecidos com um cartucho contendo alguns softwares de semelhante aos de computadores, como um processador de texto simples e uma versão do BASIC (o mais comum são os G-BASIC e F-BASIC), alguns jogos educativo e jogos de matemática. Alguns incluem até mesmo um mouse de computador e uma interface gráfica. Note que, enquanto a interface do teclado é semelhante ao do Nintendo Family Basic da Nintendo, teclados clone geralmente não são totalmente compatíveis com o software oficial (e vice-versa) devido aos diferentes layouts das teclas.
No Brasil, a Dynacom lançou o Magic Computer e o PC Gamer. Alunos da Universidade da Califórnia em San Diego, criaram o PlayPower, um Famiclone Computador para fins educativos custando U$ 12.

## Títulos de jogos de software
Como nenhum desses clones não licenciados contém o chip de autenticação 10NES, a maioria é capaz de rodar jogos que um modelo oficial do NES não rodaria. Além disso, muitos clones modernos do NES vêm com uma seleção integrada de jogos, normalmente armazenados em uma ROM interna que pode variar de 128 KB até vários megabytes de tamanho.
Esses jogos integrados geralmente são projetados para complementar, em vez de substituir, o slot de cartucho tradicional, embora alguns dispositivos omitam totalmente esse slot, permitindo que apenas os jogos integrados sejam jogados. Os números típicos para os jogos "distintos" integrados variam de três a cinquenta ou cem jogos para produtos mais caros. O número de "jogos distintos" é importante, porque enquanto muitos clones de NES afirmam ter milhares de jogos embutidos, a maioria desses jogos geralmente não passa de hacks que permitem ao jogador iniciar o mesmo jogo em diferentes níveis ou com diferentes números de vidas.
Os jogos são geralmente cópias diretas não licenciadas de títulos oficiais de jogos NES e Famicom, geralmente com informações de direitos autorais removidas e às vezes apresentando outras pequenas alterações. Os jogos mais comumente encontrados em clones de NES são geralmente jogos abaixo de 64 K de tamanho de ROM e que podem ser facilmente divididos em subjogos ou níveis distintos. Como tal, Track & Field e Circus Charlie estão presentes em uma grande porcentagem de clones do NES, geralmente ampliados para contar como 6 ou 7 jogos "distintos" cada. Duck Hunt (geralmente com seu modo de tiro de argila mostrado como um jogo separado) também é um recurso comum de clone do NES, pois justifica a existência do acessório de pistola de luz. Outras escolhas populares, embora menos comuns, são os hacks de Super Mario Bros., Excitebike, Tetris, Magic Jewelry (um clone não licenciado de Columns), títulos esportivos mais antigos e diversos jogos de plataforma. Além disso, alguns clones incorporam jogos que, embora possam inicialmente parecer originais, são na verdade cópias falsificadas com extensas modificações gráficas (e às vezes de áudio). Exemplos disso incluem UFO Race, baseado no F-1 Race da Nintendo, Pandamar (também conhecido simplesmente como Panda), baseado em Super Mario Bros., Ladangel, baseado em Hudson Soft's Challenger e UFO Shoot, baseado em Duck Hunt.
No entanto, alguns sistemas incluem jogos legalmente licenciados; por exemplo, os 15 jogos integrados do Rumble Station são licenciados pela Color Dreams e o Q-Boy de Sachen inclui apenas seus próprios títulos originais. Um número crescente de clones recentes, como os comercializados pela Technologies nos Estados Unidos, contém um grande número de jogos originais feitos por desenvolvedores na China.

## Compatibilidade de hardware e software

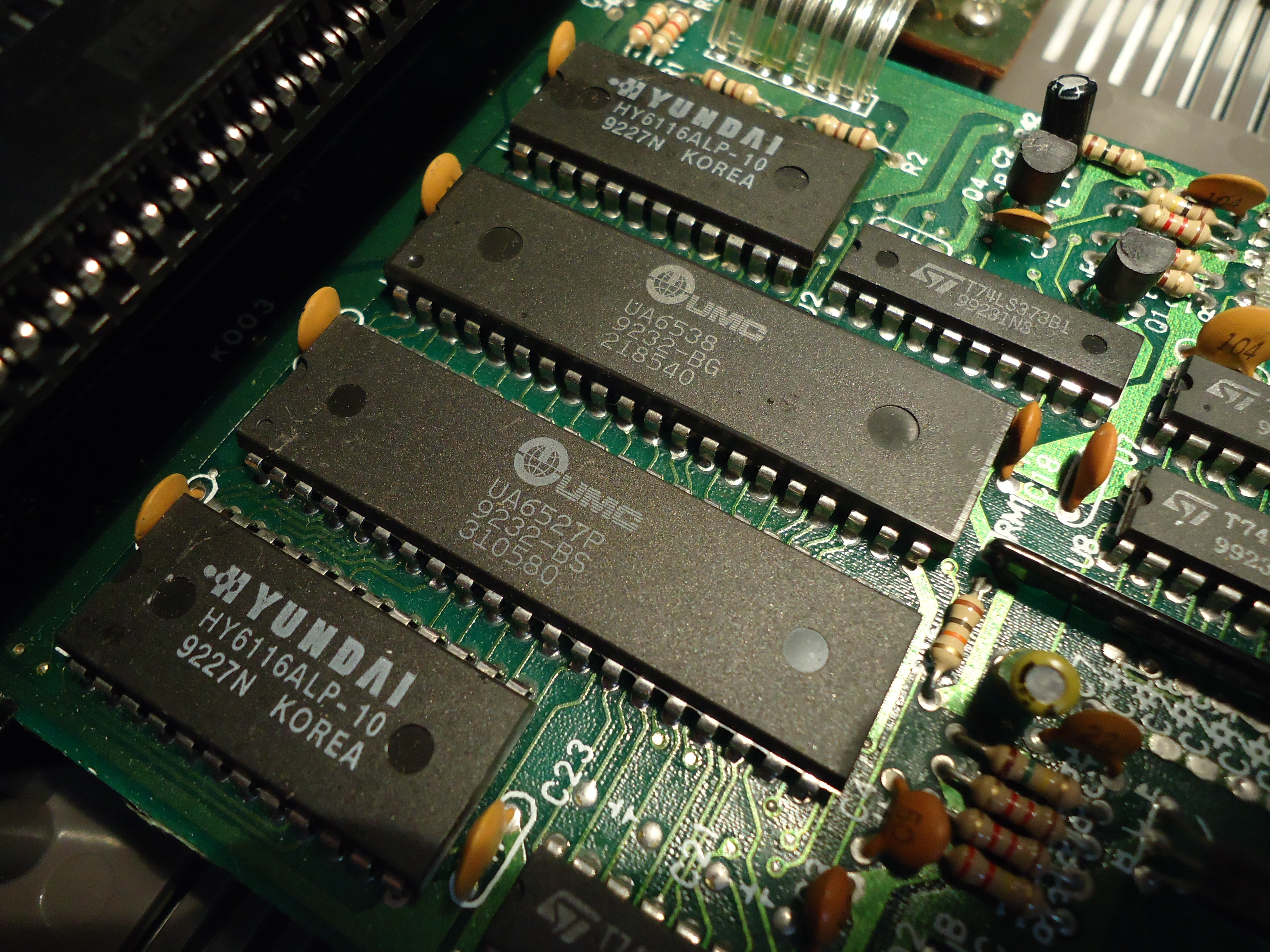
Chipset discreto fabricado pela UMC usado em um Famiclone de 1992

Embora a maioria dos Famiclones execute a maioria dos softwares originais licenciados da Nintendo e funcione com a maioria dos carrinhos originais (sendo ainda mais versátil do que um NES original devido à falta de chips de bloqueio regionais e às vezes tendo compatibilidade com cartuchos duplos de 60 pinos e 72 pinos), o grau de compatibilidade de hardware com acessórios NES originais e equipamentos de hardware diversos pode variar, e mesmo a compatibilidade de nível de software nem sempre é perfeita.
A incompatibilidade mais comum em nível de software nos jogos embutidos que alguns esportes, é a falta de NVRAM, fazendo com que os poucos jogos que a utilizam falhem ao tentar salvar ou carregar dados.

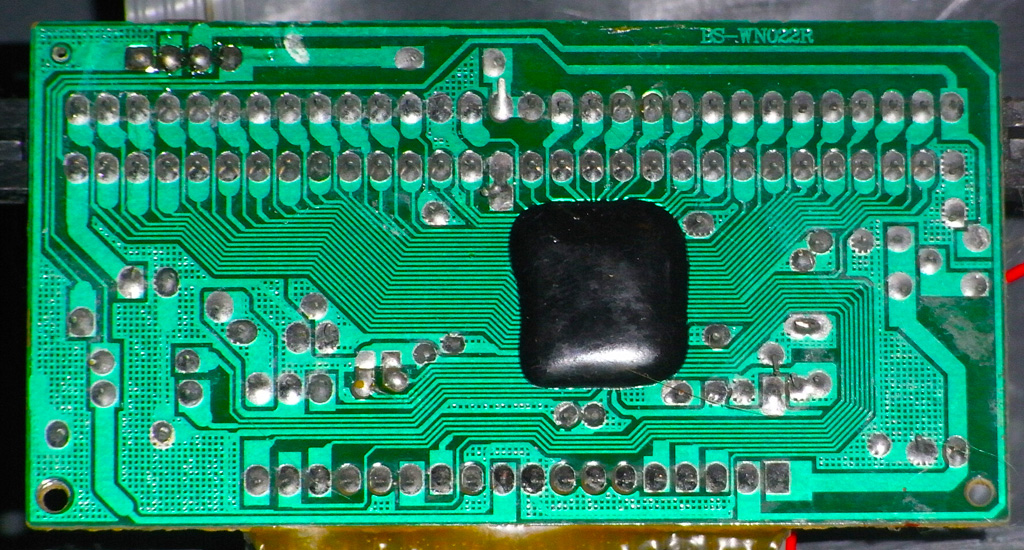
O NES é replicado em um pequeno chip sob o epóxi preto bolha (silício)

Como a maioria dos Famiclones modernos são baseados no ASIC NES-on-a-chip, eles herdam automaticamente todas as suas limitações, o que inclui falhas gráficas e problemas de compatibilidade.

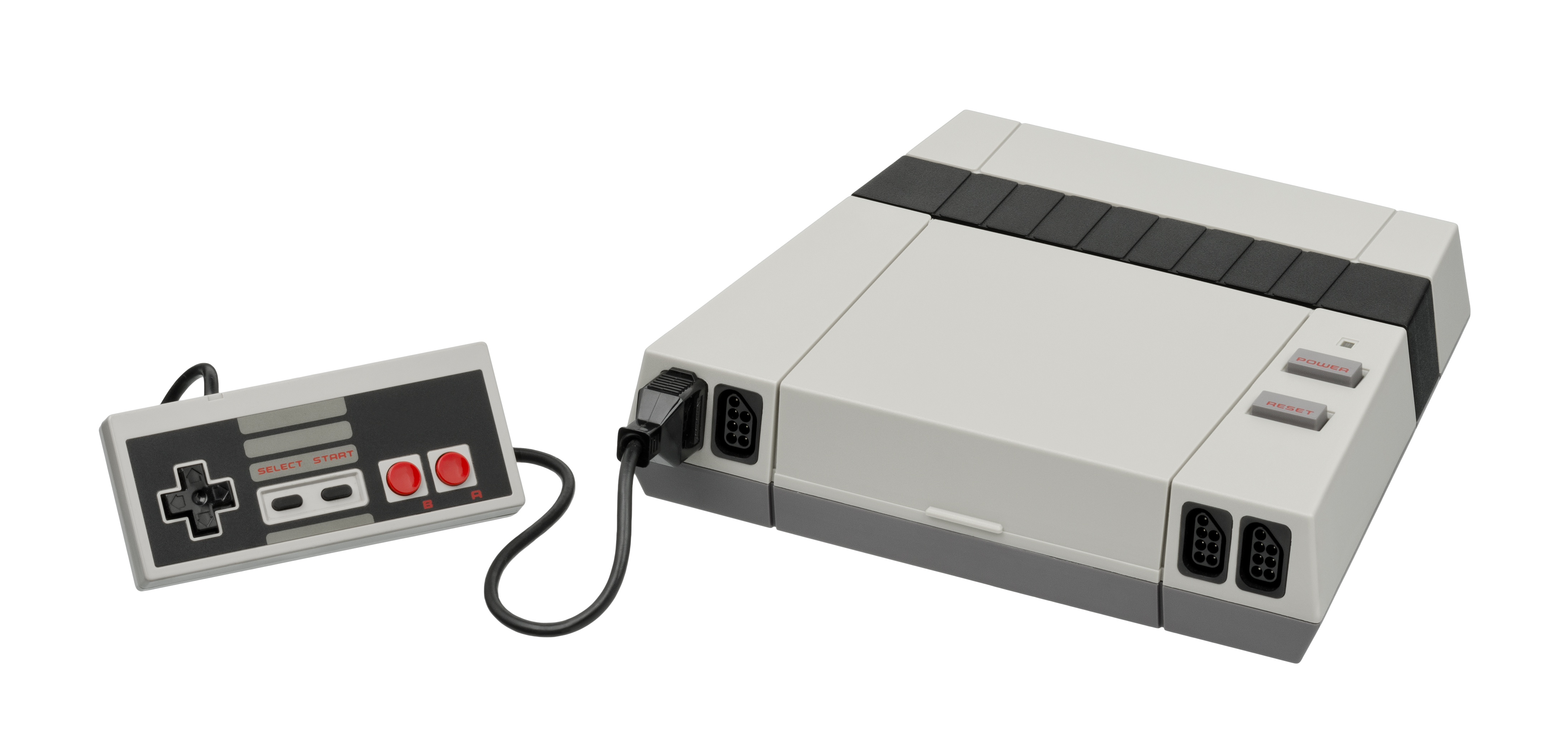
O RetroUSB AVS usa emulação de hardware baseada em FPGA, alcançando um alto grau de compatibilidade.

A nível de hardware, a incompatibilidade mais comum é a falta, em alguns Famiclones, da porta de expansão do Famicom original (embora esteja sempre presente, pelo menos a nível lógico, e em alguns clones seja internamente ligada; por exemplo, em computadores tipo Famiclones, ele é conectado ao teclado integrado, mesmo que não seja acessível externamente).
Alguns Famiclones também usam conectores padrão Atari de 9 pinos ou até mesmo conectores de joypad de 15 pinos em vez dos conectores NES proprietários, e seus controles geralmente oferecem todas as funcionalidades de um controle de NES padrão e, às vezes, recursos como "câmera lenta" ou vários disparos automáticos. teclas com velocidades diferentes, que não estão presentes nos joypads NES padrão prontos para uso. Apesar de ser fisicamente idêntico ao Atari de 9 pinos, o protocolo é diferente: o Atari usa um protocolo paralelo onde cada fio carrega o status de um único botão, e os Famiclones usam o mesmo protocolo serial baseado em 4021 que o NES original usava. Conectar controles padrão a eles pode resultar em mau funcionamento ou danos ao controle ou ao próprio Famiclone.
Por fim, como muitos consoles modernos e outros dispositivos destinados a serem conectados a uma TV, muitos famiclones modernos não possuem um modulador de RF e, em vez disso, possuem apenas saídas separadas de áudio e vídeo composto (às vezes S-Video), também para cortar o (já baixo) custos de produção.
Alguns fabricantes adicionaram novos recursos compatíveis com versões anteriores a seus ASICs NOAC, que permitem aos desenvolvedores adicionar novos recursos, como um processador aprimorado (compatível com 65C816), gráficos melhores, som estéreo (adicionando outra unidade de áudio), áudio PCM e uma interface unificada bus (OneBus) que permite aos fabricantes usar uma única ROM para armazenar jogos em vez das duas (uma para o programa e outra para os gráficos) que o NES original e o Famicom usavaml

## Famiclones pós-patente

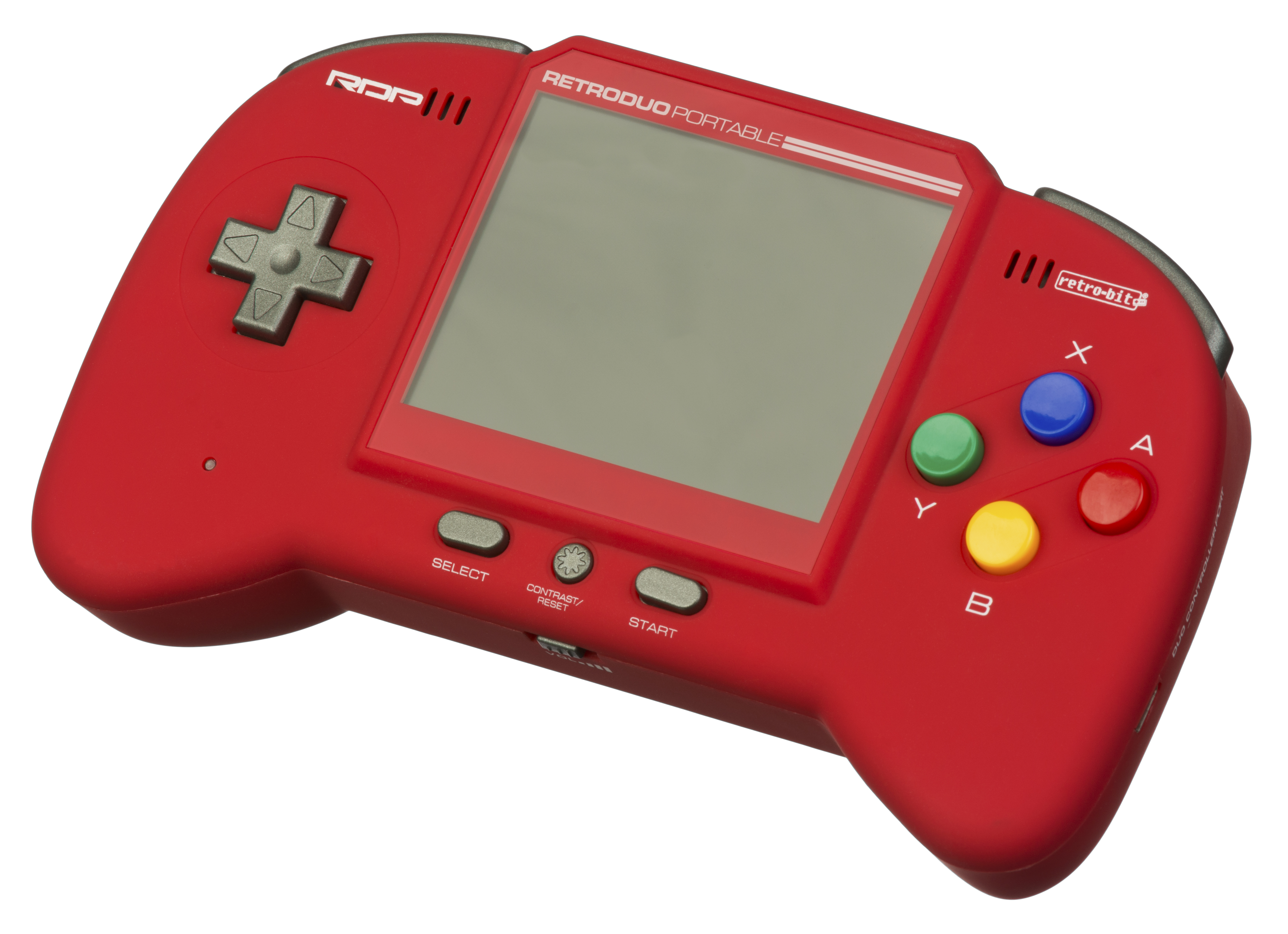
O Retro Duo Portable, um dos famiclones mais recentes feitos para o mercado americano.

Algumas das patentes da Nintendo no Famicom entraram em domínio público em 2003, seguidas em 2005 por patentes exclusivas do NES, tais como as que cobrem o chip de bloqueio 10NES. Enquanto a Nintendo ainda detém várias marcas comerciais, clones de hardware já não são necessariamente ilegais com base na violação de patente. Esta questão é complicada pelo efeito de diferentes patentes concedidas em países diferentes, com datas de validade diferentes. A Nintendo processou a GameTech em 2005 por vender o PocketFami, mas por causa da expiração da patente, a Nintendo perdeu esta ação.  No entanto, os fabricantes do Famiclone que incorporam jogos protegidos por direitos autorais na unidade ainda podem estar sujeitos a responsabilidade legal com base nisso, devido aos direitos autorais terem prazos muito mais longos do que patentes (na maioria dos países, trabalhos criativos, como jogos, são automaticamente protegidos por direitos autorais por muitas décadas, às vezes até a 95 anos após a sua criação).
Embora os Famiclones antigos continuem a ser encontrados, o mercado recentemente legitimado viu vários clones que anunciam abertamente suporte para jogos originais de Famicom ou NES (ou às vezes ambos), um recurso geralmente não divulgado por clones anteriores, que eram frequentemente comercializados como baratos. presentes em vez de sistemas compatíveis com Famicom. Exemplos desses esforços mais recentes incluem o Generation NEX, que se assemelha a uma versão simplificada do NES original e suporta jogos de NES e Famicom, Neo-Fami da Gametech (também lançado em versões compatíveis com Famicom e NES como o "FC Game Console" por Yobo Gameware) e o portátil PocketFami, um sucessor mais ambicioso, embora ainda ligeiramente falho, do antigo TopGuy, GameAxe e Game Theory Admiral. No entanto, esses clones mais legítimos ainda são baseados na mesma arquitetura NES-on-a-chip dos sistemas mais antigos e, como tal, ainda sofrem de muitos dos mesmos problemas de compatibilidade.

### Generation NEX

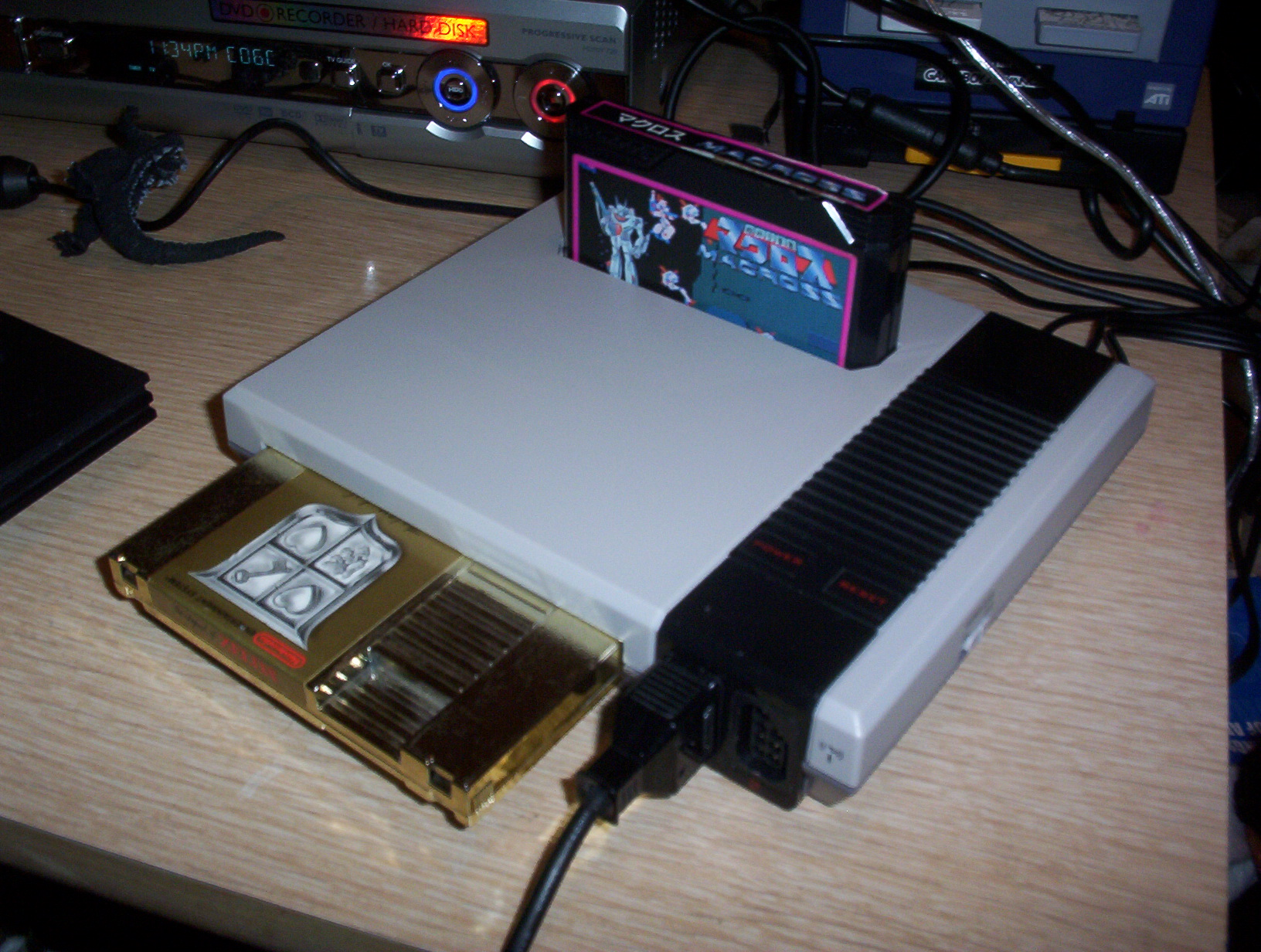
Geração NEX, com um jogo NES carregado na frente e um jogo Famicom carregado na parte superior

Generation NEX é um clone de hardware da Nintendo lançado em 2005. É compatível com os cartuchos japoneses Famicom e norte-americano/europeu NES. Um slot de carregamento frontal é usado para jogos NES, como o console original, enquanto um slot de carregamento superior lida com jogos Famicom. anunciou o Generation NEX em maio de 2005. O console foi apresentado na Classic Gaming Expo naquele mês de agosto e teve lançamento agendado para setembro de 2005. O NEX é uma versão mais fina do NES original, medindo uma polegada e meia de altura. O NEX é compatível com aproximadamente 95 por cento dos jogos NES, excluindo jogos como Castlevania III: Dracula's Curse. O console inclui recursos de som estéreo para jogos homebrew.
O NEX é vendido por $59.99, e incluiu um controlec om fio. Controles sem fio de 2,4 GHz também foram produzidos e vendidos em conjuntos de dois a um custo de $ 50 por conjunto. Os controles com e sem fio foram redesenhados a partir do controle NES original, tendo uma aparência mais semelhante ao controle SNES. O console inclui portas de controle que permitem ao usuário conectar e usar controles NES originais, e os controle NEX sem fio também são compatíveis com o NES original. O NEX também é compatível com todos os outros acessórios do NES, como a Zapper gun. O Messias também produziu um controle de arcade sem fio.
O Generation NEX inicialmente recebeu uma recepção negativa de comentários de usuários e alguns sites de jogos. Reclamações foram feitas em relação à compatibilidade do console com jogos NES/Famicom, que exibiam problemas gráficos e de áudio em alguns casos quando jogados no NEX. Os críticos também não gostaram dos botões macios e moles dos controles redesenhados. O importador do NEX, Lik Sang, cancelou suas pré-encomendas em novembro de 2005, após a má recepção do console. Os resenhadores do IGN deram uma crítica positiva. Eles consideraram o console uma versão melhorada do NES original, enquanto escreviam que a nova contraparte não apresentava nenhum problema gráfico perceptível. Christopher Grant, do Engadget, criticou a análise do IGN, observando que ela não abordou os problemas de compatibilidade levantados em outras análises. Grant escreveu: "IGN dedica a maior parte da análise à embalagem bonita, design agradável e controles sem fio, encobrindo a compatibilidade. Eles não sabem: são os jogos, estúpido."
Shane Hirschman, da CraveOnline, analisou o console um ano após seu lançamento e também o considerou uma melhoria em relação ao NES original: "Dado o preço barato, a alta qualidade e a jogabilidade eficiente do Generation NEX, jogadores de todos os tipos terão prazer em veja o NES está de volta e melhor do que nunca." Ben Kuchera da Ars Technica também revisou o console um ano após seu lançamento e deu uma crítica mista. Kuchera encontrou poucos problemas envolvendo gráficos e áudio, mas também considerou o preço de $ 60 do console muito alto. Kuchera preferia a sensação dos controles NES originais e também considerava os controles sem fio muito caros. Kuchera posteriormente escreveu que o Generation NEX "embaraça tanto a imagem" que "você está prestando um péssimo serviço a si mesmo ao jogar os jogos tão comprometidos."

### Patentes
Estas são patentes relacionadas ao Nintendo Entertainment System:
Patentes de utilidade
- Patente E.U.A. 4,687,200
- Patente E.U.A. 4,799,635
- Patente E.U.A. 5,070,479
- Patente E.U.A. 5,207,426
- Patente E.U.A. 5,426,762

## Clones por região / país

### África do Sul
Na África do Sul, os clones ainda são amplamente disponíveis. Conhecido como "TV Games", o clone mais recente foi a TeleGamestation.[carece de fontes?] Os modelos mais antigos pareciam com o Famicom, enquanto os modelos mais novos se assemelham ao PlayStation, bem como os controles. Os cartuchos TeleGamestations tem cerca de metade do tamanho do original. Os jogos podem ser comprados originais ou piratas (principalmente da China). A maioria dos cartuchos foram multi-packs, ou seja, com muitos jogos dentro de um cartucho. Em alguns casos, os jogos tiveram os nomes oficiais da Nintendo ou Sega removidos e, em alguns casos, o nome de jogos (por exemplo, o Dr. Mario foi re-nomeado "Médico Hospitalar"). Mais tarde, em 2002, o TeleGamestation 2 (console de 16 bits) foi lançado e os jogos foram retirados do Mega Drive. Como estes clones da África do Sul existem a muitos anos, estão prontamente disponíveis em lojas de renome.

### Argentina
O "Family Game" foi fabricado pela empresa argentina Electrolab. As primeiras versões apresentavam um design oval e gamepads não intercambiáveis semelhantes ao design original do Famicom, enquanto as versões posteriores se assemelhavam mais à versão norte-americana do NES, embora usando conectores de gamepad DB-9. Todas as versões usam o formato de cartucho Famicom de 60 pinos. No auge de sua popularidade, suas vendas chegaram a 95% do mercado argentino de consoles.

### Bielorrússia
Um dos primeiros clones que chegaram à Bielo-Rússia foi Zhiliton. Posteriormente, foi lançado Dendy, que é o clone mais popular da região.

### Brasil
Desde 1989, consoles compatíveis com NES e Famicom foram fabricados e lançados no Brasil por empresas locais, que também forneceu apoio técnico a consoles da Nintendo. Não é possível afirmar com certeza qual foi o primeiro console clone lançado no Brasil, já que os três mais conhecidos, Phantom System, TopGame e Dynavision 2, tem data de lançamento em meados de 1989. O Dynavision 2 (a primeira versão era um clone do Atari 2600) da Dynacom, tinha um slot para cartuchos de 60 pinos (padrão do Famicom japonês). Tambem em 1989, o Top Game, fabricado pela CCE, foi lançado e era compatível apenas com cartuchos de 60 pinos, já a segunda versão ostentava um slot para cartuchos dual, permitindo que a utilização de cartuchos de 72 pinos (padrão do NES americano) e o de 60 pinos (padrão do Famicom). O BitSystem, também utilizando o formato de cartucho americano, foi fabricado pela hoje extinta empresa Dismac. O Phantom System foi lançado em 1989 pela Gradiente, e foi o Famiclone mais popular do Brasil. Tinha controles que eram clones dos controles do  Sega Mega Drive. Em 1993, a Nintendo chegou ao Brasil e lançou o NES com o slot de cartuchos americanos. Foi fabricado pela Playtronic, uma joint venture entre a empresa de brinquedos Estrela e Gradiente. Além desses, foi comercializado no país o Polystation, um console que lembra o PlayStation One, chegou ao país através do Paraguai.

### Colômbia
Na Colômbia, o console chamado "Creation" ou "Super Creation" e "nichi-man" eram populares, mais tarde, o PolyStation. O console "nichi-man" foi fabricado pela Micro Genius.
Além disso, um famiclone recente, e do Nintendo Switch, é o Nanica Smitch. Ele tem 800 jogos NES embutidos e tem controles removíveis, mas os controles se parecem com Joy-Cons, mas em vez disso os thumbsticks são substituídos por d-pads. No entanto, este famiclone está disponível apenas na Colômbia.

### Espanha
Na Espanha, o NASA (modelo NS-90AP) ou Creation (que são quase iguais, sendo o nome do console impresso na frente a única diferença) tem sido um dos clones de NES mais comuns. É compatível com jogos oficiais de NES e jogos de Famicom com um adaptador. Ele também pode reproduzir jogos copiados e piratas. Isso se deve ao fato de ter um conector de 72 pinos, embora não tenha um soquete de força de inserção zero como o NES original tinha e não tenha um chip de bloqueio 10NES.
Ele originalmente usava o mesmo chipset do Dendy, fabricado pela United Microelectronics Corporation, mas os fabricantes mais tarde usaram os ASICs NOAC.

### Antiga Iugoslava

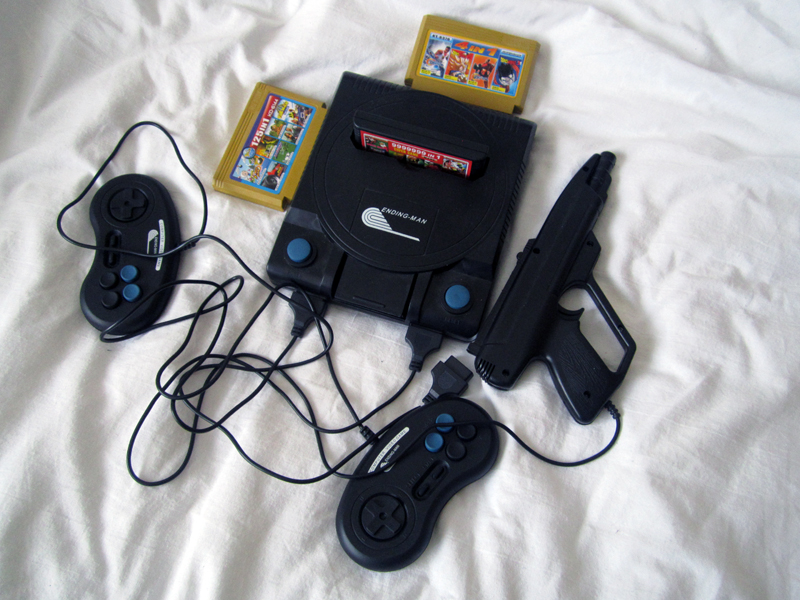
Ending-Man Terminator

Vários desses "consoles" foram vendidos no início dos anos noventa nas antigas repúblicas e, na maioria deles, ainda hoje podem ser encontrados nas lojas de comerciantes chineses. As mais populares eram as versões que lembravam o sistema Sega Mega Drive (o console Sega de 16 bits era bastante popular na região naquela época, então os piratas queriam enganar os compradores dando um clone mais barato e de aparência semelhante), e o mais popular era chamado de "Terminator" .

### Índia
Em 1987, a Nintendo lançou o NES sob o nome de Samurai comercializado pela Samurai Electronics. Após as vendas fracas dos consoles NES fabricados sob licença, os Famiclones da marca Samurai produzidos pela Micro Genius começaram a aparecer no início dos anos 90.
No final dos anos 1990, devido à retirada da Sega, Nintendo e Sony do mercado indiano, a demanda por clones de 8 bits tornou-se muito alta na Índia. Havia cerca de 55 marcas no país na época, como Media Entertainment System (vendendo Little Master e Wiz Kid), Mitashi (vendendo Cricket), Mega e outras.

### Países Bálticos
O clone mais conhecido nesses países é o Zhiliton que se parece com o Sega Mega Drive modelo I. Devido ao pequeno mercado desses países, também existem outros clones como Dendy, UFO, Subor, Liko, Terminator 2 e Fei Hao.

### Polônia

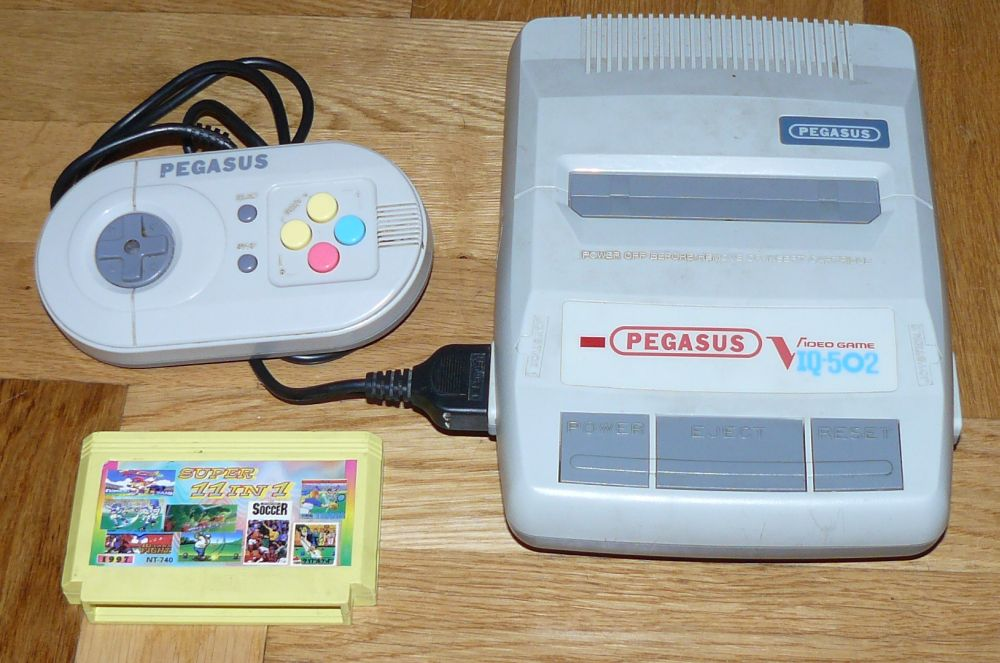
Pegasus

Na Polônia, o Famiclone mais popular é o Pegasus. Pegasus é um console NTSC forçado com sistema PAL. Ela usa cartuchos de Famicom (60 pinos). Pegasus foi vendido nos "Action Sets" e estava disponível tanto em mercados de rua quanto nas maiores lojas de eletrônicos, sendo inclusive anunciado na TV. A pistola de luz junto com o "Pegasus Action Set" lembra a Nintendo Zapper. Os joypads Pegasus tinham dois botões adicionais para ser usado com jogos piratas. O Famiclone mais comum na Polônia, é o BS-500AS, também conhecido como Terminator. O BS-500 ainda pode ser comprado em lojas de brinquedo e em mercados de rua, juntamente com alguns outros clones, como Gold Leopard King e o Polystation.

### República Checa
Os clones mais conhecidos vendidos neste país são Terminator 2, Bel Game, Pegasus IQ-502, Video Game-GT3300 e Micro Genius.

### Rússia
O Dendy (russo: Денди) foi um clone do hardware do Nintendo Entertainment System (NES) e foi lançado no início de 1990 pela empresa Steepler. Já que nenhuma versão oficial licenciada do NES nunca foi lançado na URSS, o Dendy foi facilmente um dos mais populares consoles de seu tempo nesse cenário, e gozava de um grau de fama ou menos equivalente à que é vivida pelo NES na América do Norte e no Japão. O negócio foi tão bem sucedida que a empresa criou seu próprio programa de TV sobre o Dendy, promovendo e vendendo o console e os seus cartuchos. Além disso, até um desenho animado sobre o "Elefante Dendy", o personagem presente no logotipo do console, foi criado.

### Sudeste asiático
No sudeste da Ásia, o Micro Genius foi vendido como uma alternativa ao Famicom. Originou-se em Taiwan na década de 1990 e usa cartuchos de 60 pinos, a maioria dos quais são multicarts. O Micro Genius tinha alguns jogos originais, incluindo Chinese Chess e Thunder Warrior.

### Turquia
A marca mais popular de clones é a Micro Genius. Havia também marcas menores como Star Trek, Home Computer, Game Star e Fun Time.

### Ucrânia
Um dos clones mais conhecidos neste país é Dendy. Havia também outras marcas como Kenga que eram muito difundidas na Ucrânia. Kenga até tinha um programa de TV chamado Kenga Predstavlyaet!.
Na região de Donetsk, a empresa Atlantida vendeu um concorrente da Dendy, o console de jogos Jippy, que era um clone do Ending Man. O console também usou um mascote semelhante a Dendy - um hipopótamo vestido de forma semelhante chamado Jippy. Ele tinha fones de ouvido e interruptores para ativar o "turbo-pausa". De acordo com várias estimativas, 15.000 cópias foram vendidas, incluindo 5.000 em Moscou, na Rússia. Um programa de TV Jippy Club foi produzido na estação de TV local de Donetsk. O projeto foi encerrado em 1994.

## Lista de famiclones
- Active Game Master
- Arcade Action
- Asder PC 95
- BitSystem (Dismac, Brasil)
- CherryBomb 2
- Creation (encontrado no Paquistão e Índia - fabricado na China)
- Dendy (Rússia)
- Dendy Junior II
- Dr.Boy
- Dynavision (Dynacom, Brasil)
- Family Boy
- Family Game
- Flashback
- Game Player
- GameAxe
- Gamax
- Game Theory Admiral
- Generation NEX
- Geniecom
- Gold Leopard King
- GunBoy (Brasil, anos 2000)
- Handy FamiEight
- Hi-Top Game
- Little Master (India, 1990s)
- Mastergames Ending Man
- Mastergames Mega Power II
- Magic Computer (Dynacom, Brasil)
- Mega Kid MK-1000
- Micro Genius
- Mega Joy (I & II)
- NASA Entertainment Computer System
- Neo-Fami
- NES Video Game System
- PC Game
- Pegasus
- Phantom System (Gradiente, Brasil)
- Pocket Famicom
- Polystation
- Power Player Super Joy III
- Retrocon
- Rumble Station
- Soccer Station
- Sup Gaming Famiclone
- Super 8
- Super Com 72
- Terminator 1, 2 e 3
- Top Game (Brasil)
- Turbo Game (Brasil)
- Tristar 64
- VG Pocket Max
- X Play Vintage (Jimmy Ltda., Brasil, 2010s)
- WizKid (India, 1990s)
- Wi Vision
- Yobo FC Game Console